# Vasile Fanache
Vasile Fanache  (n. 5 aprilie 1934, Ghirdoveni, Dâmbovița, România – d. 13 octombrie 2013, Cluj-Napoca, România) a fost un critic și istoric literar, eseist și traducător român.

## Biografie
S-a născut într-o familie de țărani din Ghirdoveni, ca fiu al lui Petre Fanache și al soției sale, Ioana (n. Ionescu). A urmat studii la Liceul „Spiru Haret” din Buzău (1944-1952), apoi a studiat la Facultatea de Litere a Universității din Cluj (1954-1958), avându-i ca profesori pe Ion Breazu, Liviu Rusu, Iosif Pervain, Liviu Onu și Ion Mușlea. 
A lucrat mai întâi ca profesor la școala din satul Măgura (azi în jud. Dâmbovița) (1952-1954), iar după absolvirea facultății a obținut un post de cercetător și secretar literar al secției de istorie literară si folclor a Institutului de Lingvistică și Istorie Literară din cadrul Academiei Republicii Populare Române, Filiala Cluj (1958-1963), iar apoi a devenit asistent universitar la Facultatea de Filologie din Cluj (1963-1972). În momentul angajării la institut a dorit să aleagă ca temă de cercetare dramaturgia lui Horia Lovinescu, dar, potrivit propriilor afirmații, poetul Lucian Blaga, alături de care a lucrat trei ani în cadrul Institutului de Lingvistică din Cluj, a considerat în ședința Consiliului Științific că subiectul era banal și i-a sugerat mai degrabă să cerceteze poezia lui Mihai Beniuc. Blaga și Beniuc se aflau atunci în relații bune, iar Beniuc, în calitate de președinte al Uniunii Scriitorilor, i-a asigurat o indemnizație lunară substanțială lui Blaga pentru traducerea dramei Faust a lui Goethe. Această temă de cercetare, care s-a transformat ulterior în subiect al tezei de doctorat, i-a atras tânărului cercetător o antipatie care s-a întins pe o durată de zeci de ani, colegii considerându-l a fi un oportunist.
Vasile Fanache a obținut în 1969 doctoratul în filologie la Universitatea din Cluj, cu teza Poezia lui Mihai Beniuc, elaborată sub îndrumarea prof. Iosif Pervain, susținută în prezența lui Mihai Beniuc și publicată în 1972. A predat apoi pe post de conferențiar (1972-1990) și apoi de profesor (1990-2001) la Facultatea de Filologie a Universității Babeș-Bolyai din Cluj-Napoca. A fost detașat ca lector de limba și literatura română la Universitatea Sorbona (1976-1979), ocazie cu care a cunoscut numeroase personalități culturale românești aflate în exil. În anul 2001 s-a transferat ca profesor universitar la Universitatea „1 Decembrie 1918” din Alba Iulia.
A fost îndrumător de doctorat în filologie, iar printre doctoranzii săi s-a numărat și poeta, prozatoarea și eseista Ruxandra Cesereanu (cu teza Infernul concentraționar reflectat în conștiința  românească). Vasile Fanache a murit la 13 octombrie 2013, la vârsta de 79 de ani.

## Activitatea publicistică
A debutat în 1959 cu o recenzie literară în revista literară clujeană Steaua și a colaborat cu studii de istorie literară și eseuri critice la Tribuna, Familia, Viața Românească, Revue Roumaine, Cahiers roumains d'études littéraires, Synthesis, Apostrof etc.
A cercetat fenomenul literar românesc din Transilvania în perioada de după Unirea din 1918, îngrijind publicarea unor ediții din scrierile poeților tineri ardeleni afirmați după 1930: Ion Moldoveanu, George Popa, Dimitrie Danciu, George A. Petre, Octavian Șireagu etc., pe care le-a prefațat. Monografiile Poezia lui Mihai Beniuc (1972), „Gând românesc” și epoca sa literară (1973) și Întîlniri. Critică și istorie literară (1976) valorifică cercetările sale cu privire la climatul publicistic transilvănean din jurul anului 1930. Ultimul volum menționat conține studii și articole menite să evidențieze ideea „localismului creator”, urmărind motivația istorică și social-politică a acestei tendințe, prezentând contribuțiile culturale ardelene din secolul al XIX-lea, circulația valorilor culturale peste Carpați și aducând la suprafață meritele estetice sau culturale ale unor autori uitați care au ilustrat „climatul literar al Transilvaniei interbelice”.
Vasile Fanache a publicat, de asemenea, studii monografice critice despre I.L. Caragiale (Caragiale, 1984, premiat cu Premiul Filialei Cluj a Uniunii Scriitorilor), George Bacovia (Bacovia. Ruptura de utopia romantică, 1994, și Bacovia în 10 poeme, 2002) și Lucian Blaga (Chipuri tăcute ale veșniciei în lirica lui Blaga, 2003), precum și eseuri despre evoluția limbajului poetic românesc (Eseuri despre vârstele poeziei, 1990). A mai colaborat cu studii și articole la volume colective: Studii de istorie literară și folclor (1964), Studii literare. Din istoria presei culturale și literare românești (1987), Dicționar analitic de opere literare românești (I-IV, 1998-2003). A alcătuit, de asemenea, antologia de poezii Gorunul lui Horea (1973).
În anul 1997 a obținut Premiul Filialei din Cluj a Uniunii Scriitorilor din România pentru ediția a II-a a volumului Caragiale.

## Opera literară
- Poezia lui Mihai Beniuc, Ed. Minerva, București, 1972;
- „Gând românesc” și epoca sa literară, Editura Enciclopedică Română, București, 1973, cuvânt înainte de acad. David Prodan;
- Întîlniri. Critică și istorie literară, Ed. Dacia, Cluj-Napoca, 1976;
- Caragiale, Ed. Dacia, Cluj-Napoca, 1984 (ed. a II-a augmentată, Ed. Dacia, Cluj-Napoca, 1997; ed. a III-a adăugită, Ed. Dacia, Cluj-Napoca, 2002; ed. a IV-a revizuită, Ed. Dacia XXI, Cluj-Napoca, 2011);
- Eseuri despre vîrstele poeziei, Ed. Cartea Românească, București, 1990;
- Bacovia. Ruptura de utopia romantică și afirmarea spiritului modern, Ed. Dacia, Cluj Napoca, 1995 (ed. a II-a, Ed. Dacia, Cluj-Napoca, 2000; ed. a III-a revizuită, Ed. Dacia XXI, Cluj-Napoca, 2011);
- Lecturi sub vremi, Ed. Dacia, Cluj-Napoca, 2000;
- Bacovia în 10 poeme, Ed. Dacia, Cluj-Napoca, 2002 (ed. a II-a, Ed. Dacia, Cluj-Napoca, 2008);
- Chipuri tăcute ale veșniciei în lirica lui Blaga, Ed. Dacia, Cluj-Napoca, 2003 (ed. a II-a, Ed. Limes, Cluj-Napoca, 2007; ed. a III-a revizuită, Ed. Dacia XXI, Cluj-Napoca, 2011).

### Prefețe și postfețe
- George Popa, Mâhniri lângă leagăn, prefața editorului, București, 1972;
- Ion Moldoveanu, Zbor peste ape, prefața editorului, Cluj, 1972;
- Dimitrie Danciu, Poezii, prefața editorului, Cluj, 1973;
- Mihai Beniuc, Poezii, prefață, București, 1973;
- Mihail Celarianu, Diamant verde, ediția a II-a, prefață, București, 1973;
- Octavian Șireagu, La pândă de lumină, prefața editorului, Cluj-Napoca, 1977;
- George A. Petre, Umbre și lespezi, prefața editorului, Cluj-Napoca, 1979;
- Vasile Voiculescu, Zahei orbul, postfața editorului, Cluj-Napoca, 1986;
- I.L. Caragiale, Politice, studiu introductiv, Cluj-Napoca, 2000.

### Antologii
- Gorunul lui Horea. Poeme. Antologie, prefața editorului, Ed. Minerva, București, 1974.

### Traduceri
- Vladimir Jankelevitch, Ironia, postfața traducătorului, Cluj-Napoca, 1994 (în colaborare cu Florica Drăgan).